# کلینگ حسن‌خانی
کلینگ حسن‌خانی، روستایی از توابع بخش مرکزی شهرستان ایرانشهر در استان سیستان و بلوچستان ایران است.

## جمعیت
این روستا در دهستان حومه قرار دارد و براساس سرشماری مرکز آمار ایران در سال ۱۳۸۵، جمعیت آن ۱٬۹۳۰ نفر (۳۳۴خانوار) بوده‌است.